# Municipio de Hobart (Minnesota)
El municipio de Hobart (en inglés: Hobart Township) es un municipio ubicado en el condado de Otter Tail en el estado estadounidense de Minnesota. En el año 2010 tenía una población de 778 habitantes y una densidad poblacional de 8,36 personas por km².

## Geografía
El municipio de Hobart se encuentra ubicado en las coordenadas 46°40′32″N 95°44′59″O / 46.67556, -95.74972. Según la Oficina del Censo de los Estados Unidos, el municipio tiene una superficie total de 93.08 km², de la cual 73,36 km² corresponden a tierra firme y (21,19 %) 19,72 km² es agua.

## Demografía
Según el censo de 2010, había 778 personas residiendo en el municipio de Hobart. La densidad de población era de 8,36 hab./km². De los 778 habitantes, el municipio de Hobart estaba compuesto por el 98,97 % blancos, el 0,13 % eran amerindios, el 0,26 % eran asiáticos y el 0,64 % eran de una mezcla de razas. Del total de la población el 0,26 % eran hispanos o latinos de cualquier raza.